# The Japan Times ST
The Japan Times ST（ざじゃぱんたいむずえすてぃー）は、ジャパンタイムズ社が刊行している英語学習者向けの週刊紙。毎週金曜日発行、定価は290円。以前は「週刊ST」という題名であった。編集長は高橋敏之。
前身は、1951年に発行が始まった「週刊スチューデントタイムズ（英語名：The Student Times）」。学生以外の読者も多いことから、1990年の40周年を期に、「週刊ST（英語名：Shukan ST）」と題名を変更した。2013年4月に、現在の『The Japan Times ST』（略称ST）へと変更。2018年7月からは紙面デザインを大きくリニューアルし『The Japan Times Alpha』へと変更されている。
英語のニュース記事の他、映画や外国生活、オピニオンなど、英語学習者の関心を引く内容となっており、語句には丁寧に注釈がついているため、学習者はこれを頼りに英語表現を増やしたり、英文を読み進めたりできる。また、作文能力の学習のため、英語俳句や英文キャッチコピーのコンテストなど、読者投稿型のコーナーが設けられている。
朝日新聞社刊行の朝日ウィークリーも想定読者層が同一であるが、ジャパンタイムズ社が朝日新聞社の流通網を利用しているため（愛知県・岐阜県・三重県では中日新聞）、日本のほとんどの地域では同じ系列で2種類の英語学習紙が流通していることになる。
また、英語中級者向けの週刊英語学習紙The Japan Times Weeklyも発行されている。